# Donuca queenslandica
Donuca queenslandica är en fjärilsart som beskrevs av Embrik Strand 1914. Donuca queenslandica ingår i släktet Donuca och familjen nattflyn. Inga underarter finns listade i Catalogue of Life.